# 宮沢賢治賞・イーハトーブ賞
宮沢賢治賞・イーハトーブ賞（みやざわけんじしょう・イーハトーブしょう）は、日本の賞。

## 概要
岩手県花巻市が主催している。宮沢賢治学会イーハトーブセンターが選考を行っている。宮沢賢治の業務および精神の普及を図り、賢治のまち花巻を全国に発信し、地域の活性化を図ることを目的としている。宮沢賢治賞は、宮沢賢治の名において顕彰されるにふさわしい研究・評論・創作を行った個人または団体に対して贈られるもので、おおむね過去3年以内に発表されたものが対象とされる。イーハトーブ賞は、宮沢賢治の名において顕彰されるにふさわしい実践的な活動を行った個人または団体に対して贈られる。宮沢賢治賞、イーハトーブ賞ともに、本賞とそれに準じる奨励賞が設けられており、本賞には賞状、正賞、副賞100万円が、奨励賞には賞状、記念品、副賞30万円が贈られる。

## 受賞者一覧
| 回（年）         |                | 賞     | 受賞者                                                                |
| ---------------- | -------------- | ------ | --------------------------------------------------------------------- |
| 第1回（1991年）  | 宮沢賢治賞     | 本賞   | 堀尾青史                                                              |
| 第1回（1991年）  | 宮沢賢治賞     | 本賞   | 柚木沙弥郎                                                            |
| 第1回（1991年）  | イーハトーブ賞 | 本賞   | 該当なし                                                              |
| 第2回（1992年）  | 宮沢賢治賞     | 本賞   | 小倉豊文                                                              |
| 第2回（1992年）  | 宮沢賢治賞     | 奨励賞 | エレーヌ・モリタ                                                      |
| 第2回（1992年）  | 宮沢賢治賞     | 奨励賞 | サラ・M・ストロング                                                   |
| 第2回（1992年）  | 宮沢賢治賞     | 奨励賞 | 對馬美香                                                              |
| 第2回（1992年）  | イーハトーブ賞 | 本賞   | 照井謹二郎                                                            |
| 第2回（1992年）  | イーハトーブ賞 | 奨励賞 | 岩手絵の会                                                            |
| 第3回（1993年）  | 宮沢賢治賞     | 本賞   | 原子朗                                                                |
| 第3回（1993年）  | 宮沢賢治賞     | 奨励賞 | 「オペレッタ〈注文の多い料理店〉」上演グループ                        |
| 第3回（1993年）  | イーハトーブ賞 | 本賞   | ほべつ銀河鉄道の里づくり委員会                                        |
| 第3回（1993年）  | イーハトーブ賞 | 奨励賞 | 宮沢賢治の会                                                          |
| 第3回（1993年）  | イーハトーブ賞 | 奨励賞 | 吉田昌男                                                              |
| 第4回（1994年）  | 宮沢賢治賞     | 本賞   | 森荘已池                                                              |
| 第4回（1994年）  | 宮沢賢治賞     | 奨励賞 | 宇佐美圭司                                                            |
| 第4回（1994年）  | イーハトーブ賞 | 本賞   | 林洋子                                                                |
| 第4回（1994年）  | イーハトーブ賞 | 奨励賞 | 滝田恒男                                                              |
| 第4回（1994年）  | イーハトーブ賞 | 奨励賞 | 岩手点訳奉仕会代表 阿部真彦                                           |
| 第4回（1994年）  | イーハトーブ賞 | 奨励賞 | 岩手音声訳の会代表 前田正二                                           |
| 第5回（1995年）  | 宮沢賢治賞     | 本賞   | 該当なし                                                              |
| 第5回（1995年）  | 宮沢賢治賞     | 奨励賞 | 中野新治                                                              |
| 第5回（1995年）  | イーハトーブ賞 | 本賞   | 高木仁三郎                                                            |
| 第5回（1995年）  | イーハトーブ賞 | 本賞   | ものがたり文化の会 代表 根本順吉                                      |
| 第5回（1995年）  | イーハトーブ賞 | 奨励賞 | 花巻混声合唱団 代表 西村博                                            |
| 第6回（1996年）  | 宮沢賢治賞     | 本賞   | 斎藤文一                                                              |
| 第6回（1996年）  | 宮沢賢治賞     | 本賞   | シャスティーン・ヴィデーウス                                          |
| 第6回（1996年）  | 宮沢賢治賞     | 奨励賞 | 鈴木健司                                                              |
| 第6回（1996年）  | イーハトーブ賞 | 本賞   | 田ヶ谷雅夫                                                            |
| 第6回（1996年）  | イーハトーブ賞 | 本賞   | 松村彦次郎                                                            |
| 第7回（1997年）  | 宮沢賢治賞     | 本賞   | 宇佐美英治                                                            |
| 第7回（1997年）  | 宮沢賢治賞     | 本賞   | 佐藤泰正                                                              |
| 第7回（1997年）  | 宮沢賢治賞     | 奨励賞 | 秋枝美保                                                              |
| 第7回（1997年）  | 宮沢賢治賞     | 奨励賞 | 西成彦                                                                |
| 第7回（1997年）  | イーハトーブ賞 | 本賞   | 牧野財士                                                              |
| 第7回（1997年）  | イーハトーブ賞 | 奨励賞 | 鈴木實                                                                |
| 第7回（1997年）  | イーハトーブ賞 | 奨励賞 | ガブリエル・メランベルシェ                                            |
| 第8回（1998年）  | 宮沢賢治賞     | 本賞   | 該当なし                                                              |
| 第8回（1998年）  | 宮沢賢治賞     | 奨励賞 | 多田幸正                                                              |
| 第8回（1998年）  | 宮沢賢治賞     | 奨励賞 | 奥山文幸                                                              |
| 第8回（1998年）  | 宮沢賢治賞     | 奨励賞 | 齋藤孝                                                                |
| 第8回（1998年）  | イーハトーブ賞 | 本賞   | 長岡輝子                                                              |
| 第8回（1998年）  | イーハトーブ賞 | 本賞   | 山崎善次郎                                                            |
| 第9回（1999年）  | 宮沢賢治賞     | 本賞   | 入沢康夫                                                              |
| 第9回（1999年）  | 宮沢賢治賞     | 本賞   | 続橋達雄                                                              |
| 第9回（1999年）  | イーハトーブ賞 | 本賞   | 井上ひさし                                                            |
| 第9回（1999年）  | イーハトーブ賞 | 奨励賞 | 谷口秀子                                                              |
| 第9回（1999年）  | イーハトーブ賞 | 奨励賞 | 中村伸一郎                                                            |
| 第10回（2000年） | 宮沢賢治賞     | 本賞   | 佐藤通雅                                                              |
| 第10回（2000年） | 宮沢賢治賞     | 奨励賞 | 押野武志                                                              |
| 第10回（2000年） | イーハトーブ賞 | 本賞   | 該当なし                                                              |
| 第10回（2000年） | イーハトーブ賞 | 奨励賞 | 岩手県立花巻農業高等学校 鹿踊り部                                     |
| 第11回（2001年） | 宮沢賢治賞     | 本賞   | 天沢退二郎                                                            |
| 第11回（2001年） | 宮沢賢治賞     | 奨励賞 | カレン・コリガン＝テイラー                                            |
| 第11回（2001年） | イーハトーブ賞 | 本賞   | ますむらひろし                                                        |
| 第11回（2001年） | イーハトーブ賞 | 本賞   | 菊池裕                                                                |
| 第12回（2002年） | 宮沢賢治賞     | 本賞   | 松田司郎                                                              |
| 第12回（2002年） | 宮沢賢治賞     | 奨励賞 | 近藤晴彦                                                              |
| 第12回（2002年） | 宮沢賢治賞     | 奨励賞 | プラット・アブラハム・ジョージ                                        |
| 第12回（2002年） | イーハトーブ賞 | 本賞   | オペラシアターこんにゃく座代表 竹田恵子                               |
| 第12回（2002年） | イーハトーブ賞 | 奨励賞 | 佐藤孝                                                                |
| 第13回（2003年） | 宮沢賢治賞     | 本賞   | 池澤夏樹                                                              |
| 第13回（2003年） | 宮沢賢治賞     | 本賞   | 小林敏也                                                              |
| 第13回（2003年） | 宮沢賢治賞     | 奨励賞 | 該当なし                                                              |
| 第13回（2003年） | イーハトーブ賞 | 本賞   | 赤坂憲雄                                                              |
| 第13回（2003年） | イーハトーブ賞 | 奨励賞 | 該当なし                                                              |
| 第14回（2004年） | 宮沢賢治賞     | 本賞   | 該当なし                                                              |
| 第14回（2004年） | 宮沢賢治賞     | 奨励賞 | 小川達雄                                                              |
| 第14回（2004年） | 宮沢賢治賞     | 奨励賞 | 山根知子                                                              |
| 第14回（2004年） | 宮沢賢治賞     | 奨励賞 | 松澤和宏                                                              |
| 第14回（2004年） | イーハトーブ賞 | 本賞   | 中村哲                                                                |
| 第14回（2004年） | イーハトーブ賞 | 本賞   | 畠山重篤                                                              |
| 第14回（2004年） | イーハトーブ賞 | 奨励賞 | 該当なし                                                              |
| 第15回（2005年） | 宮沢賢治賞     | 本賞   | 奥田弘                                                                |
| 第15回（2005年） | 宮沢賢治賞     | 奨励賞 | 石黒耀                                                                |
| 第15回（2005年） | イーハトーブ賞 | 本賞   | 川村光夫                                                              |
| 第15回（2005年） | イーハトーブ賞 | 奨励賞 | 花巻ユネスコ・ペ・セルクル                                            |
| 第15回（2005年） | イーハトーブ賞 | 奨励賞 | 松香洋子                                                              |
| 第16回（2006年） | 宮沢賢治賞     | 本賞   | 高橋源一郎                                                            |
| 第16回（2006年） | 宮沢賢治賞     | 奨励賞 | 岡澤敏男                                                              |
| 第16回（2006年） | イーハトーブ賞 | 本賞   | 内橋克人                                                              |
| 第16回（2006年） | イーハトーブ賞 | 本賞   | 服部匡志                                                              |
| 第16回（2006年） | イーハトーブ賞 | 奨励賞 | コーラスせきれい                                                      |
| 第17回（2007年） | 宮沢賢治賞     | 本賞   | 菊池忠二                                                              |
| 第17回（2007年） | 宮沢賢治賞     | 奨励賞 | 加藤碵一                                                              |
| 第17回（2007年） | 宮沢賢治賞     | 奨励賞 | 中村三春                                                              |
| 第17回（2007年） | イーハトーブ賞 | 本賞   | 該当なし                                                              |
| 第17回（2007年） | イーハトーブ賞 | 奨励賞 | ナンダ プラサト ウプレテイ                                            |
| 第17回（2007年） | イーハトーブ賞 | 奨励賞 | 三朝温泉かじか蛙保存研究会 御舩道子                                   |
| 第18回（2008年） | 宮沢賢治賞     | 本賞   | ロジャー・パルバース                                                  |
| 第18回（2008年） | 宮沢賢治賞     | 奨励賞 | 浜垣誠司                                                              |
| 第18回（2008年） | イーハトーブ賞 | 本賞   | 国連難民高等弁務官事務所 ウガンダ、カンパラ事務所 高嶋由美子          |
| 第18回（2008年） | イーハトーブ賞 | 奨励賞 | 長津功三良・鈴木比佐雄・山本十四尾                                    |
| 第19回（2009年） | 宮沢賢治賞     | 本賞   | 吉本隆明                                                              |
| 第19回（2009年） | 宮沢賢治賞     | 奨励賞 | 岡村民夫                                                              |
| 第19回（2009年） | イーハトーブ賞 | 本賞   | 該当なし                                                              |
| 第19回（2009年） | イーハトーブ賞 | 奨励賞 | 桑島法子                                                              |
| 第20回（2010年） | 宮沢賢治賞     | 本賞   | 西田良子                                                              |
| 第20回（2010年） | 宮沢賢治賞     | 奨励賞 | 該当なし                                                              |
| 第20回（2010年） | イーハトーブ賞 | 本賞   | 該当なし                                                              |
| 第20回（2010年） | イーハトーブ賞 | 奨励賞 | 花巻・賢治を読む会                                                    |
| 第20回（2010年） | イーハトーブ賞 | 奨励賞 | 劇団らあす                                                            |
| 第21回（2011年） | 宮沢賢治賞     | 本賞   | 吉田文憲                                                              |
| 第21回（2011年） | 宮沢賢治賞     | 奨励賞 | 信時哲郎                                                              |
| 第21回（2011年） | イーハトーブ賞 | 本賞   | 該当なし                                                              |
| 第21回（2011年） | イーハトーブ賞 | 奨励賞 | 安斉重夫                                                              |
| 第21回（2011年） | イーハトーブ賞 | 奨励賞 | 川野目亭南天                                                          |
| 第22回（2012年） | 宮沢賢治賞     | 本賞   | 該当なし                                                              |
| 第22回（2012年） | 宮沢賢治賞     | 奨励賞 | 島田隆輔                                                              |
| 第22回（2012年） | イーハトーブ賞 | 本賞   | むのたけじ                                                            |
| 第23回（2013年） | 宮沢賢治賞     | 本賞   | 冨田勲                                                                |
| 第23回（2013年） | 宮沢賢治賞     | 奨励賞 | 佐々木（ヤンコフスカ） ボグナ                                         |
| 第23回（2013年） | 宮沢賢治賞     | 奨励賞 | 平澤信一                                                              |
| 第23回（2013年） | イーハトーブ賞 | 本賞   | 片田敏孝                                                              |
| 第23回（2013年） | イーハトーブ賞 | 奨励賞 | 一般社団法人社会的包摂サポートセンター                                |
| 第24回（2014年） | 宮沢賢治賞     | 本賞   | 藤城清治                                                              |
| 第24回（2014年） | 宮沢賢治賞     | 奨励賞 | 大島丈志                                                              |
| 第24回（2014年） | イーハトーブ賞 | 本賞   | 三陸鉄道株式会社（望月正彦）                                          |
| 第24回（2014年） | イーハトーブ賞 | 奨励賞 | KAGAYA                                                                |
| 第25回（2015年） | 宮沢賢治賞     | 本賞   | 吉見正信                                                              |
| 第25回（2015年） | 宮沢賢治賞     | 奨励賞 | グレゴリー・ガリー                                                    |
| 第25回（2015年） | 宮沢賢治賞     | 奨励賞 | 秦野一宏                                                              |
| 第25回（2015年） | イーハトーブ賞 | 本賞   | 高畑勲                                                                |
| 第25回（2015年） | イーハトーブ賞 | 奨励賞 | 佐々木格                                                              |
| 第26回（2016年） | 宮沢賢治賞     | 本賞   | 該当なし                                                              |
| 第26回（2016年） | 宮沢賢治賞     | 奨励賞 | 加藤昌男                                                              |
| 第26回（2016年） | イーハトーブ賞 | 本賞   | 司修                                                                  |
| 第26回（2016年） | イーハトーブ賞 | 奨励賞 | 野口田鶴子                                                            |
| 第27回（2017年） | 宮沢賢治賞     | 本賞   | 該当なし                                                              |
| 第27回（2017年） | 宮沢賢治賞     | 奨励賞 | 該当なし                                                              |
| 第27回（2017年） | イーハトーブ賞 | 本賞   | 色川大吉                                                              |
| 第27回（2017年） | イーハトーブ賞 | 奨励賞 | 渋谷りつ子、合唱団じゃがいも                                          |
| 第28回（2018年） | 宮沢賢治賞     | 本賞   | 佐藤泰平                                                              |
| 第28回（2018年） | 宮沢賢治賞     | 奨励賞 | 森三紗                                                                |
| 第28回（2018年） | イーハトーブ賞 | 本賞   | 北海道農民管弦楽団                                                    |
| 第28回（2018年） | イーハトーブ賞 | 奨励賞 | 酒井倫子                                                              |
| 第29回（2019年） | 宮沢賢治賞     | 本賞   | 該当なし                                                              |
| 第29回（2019年） | 宮沢賢治賞     | 奨励賞 | 暁方ミセイ                                                            |
| 第29回（2019年） | 宮沢賢治賞     | 奨励賞 | 沢村澄子                                                              |
| 第29回（2019年） | 宮沢賢治賞     | 奨励賞 | 富山英俊                                                              |
| 第29回（2019年） | イーハトーブ賞 | 本賞   | 北川フラム                                                            |
| 第29回（2019年） | イーハトーブ賞 | 奨励賞 | 該当なし                                                              |
| 第30回（2020年） | 宮沢賢治賞     | 本賞   | 今福龍太                                                              |
| 第30回（2020年） | 宮沢賢治賞     | 奨励賞 | 構大樹                                                                |
| 第30回（2020年） | 宮沢賢治賞     | 奨励賞 | 吉田重滿                                                              |
| 第30回（2020年） | イーハトーブ賞 | 本賞   | 劇団わらび座                                                          |
| 第30回（2020年） | イーハトーブ賞 | 奨励賞 | 該当なし                                                              |
| 第31回（2021年） | 宮沢賢治賞     | 本賞   | 信時哲郎                                                              |
| 第31回（2021年） | 宮沢賢治賞     | 奨励賞 | 該当なし                                                              |
| 第31回（2021年） | イーハトーブ賞 | 本賞   | 毛利衛                                                                |
| 第31回（2021年） | イーハトーブ賞 | 奨励賞 | ものがたりグループ☆ポランの会                                         |
| 第32回（2022年） | 宮沢賢治賞     | 本賞   | 栗原敦                                                                |
| 第32回（2022年） | 宮沢賢治賞     | 奨励賞 | 朗読劇『銀河鉄道の夜』制作チーム（代表＝古川日出男）+ 監督・河合 宏樹 |
| 第32回（2022年） | イーハトーブ賞 | 本賞   | 人形劇団プーク                                                        |
| 第32回（2022年） | イーハトーブ賞 | 奨励賞 | アザリア奇譚部                                                        |
| 第33回（2023年） | 宮沢賢治賞     | 本賞   | 岡村民夫                                                              |
| 第33回（2023年） | 宮沢賢治賞     | 奨励賞 | 大内秀明                                                              |
| 第33回（2023年） | イーハトーブ賞 | 本賞   | 中村節也・福井敬                                                      |
| 第33回（2023年） | イーハトーブ賞 | 奨励賞 | 該当なし                                                              |
| 第34回（2024年） | 宮沢賢治賞     | 本賞   | 杉浦静                                                                |
| 第34回（2024年） | 宮沢賢治賞     | 奨励賞 | 該当なし                                                              |
| 第34回（2024年） | イーハトーブ賞 | 本賞   | 伊藤卓美                                                              |
| 第34回（2024年） | イーハトーブ賞 | 奨励賞 | アスィエ・サベル・モガッダム                                          |
| 第34回（2024年） | イーハトーブ賞 | 奨励賞 | 海津研                                                                |